# Josef Anton Huber
Josef Anton Huber (* 8. September 1899 in  Landshut; † 2. Februar 1974) war ein deutscher Botaniker.
Huber studierte in München und promovierte mit einer  morphologischen Arbeit über Mesenbryanthemen. Anschließend ging er als Assistent nach Weihenstephan und konnte sich dort 1931 mit einer Vererbungsstudie an Gerstenkreuzungen am Institut für Pflanzenzüchtung habilitieren. Huber wurde 1932  Hochschullehrer für Biologie und Anthropologie an der Philosophisch-Theologischen Hochschule in Dillingen, wo er bis zu seiner Emeritierung blieb. Sein botanisches Kürzel ist J.A.Huber, siehe zum Beispiel Sempervivum cantabricum J.A.Huber.
1941 wurde er zum  Regierungsbeauftragten für Naturschutz im Regierungsbezirk Schwaben berufen.
Huber ist Mitunterzeichner des Bekenntnisses der deutschen Professoren zu Adolf Hitler.